# Asahi-ku (Yokohama)
Pour les articles homonymes, voir Asahi-ku et Asahi.
Ne doit pas être confondu avec Asahi-ku (Osaka).
Asahi (旭区, Asahi-ku) est l'un des dix-huit arrondissements de la ville de Yokohama au Japon. Il est situé à l'ouest de la ville.
En 2016, sa population est de 247 106 habitants pour une superficie de 32,73 km2, ce qui fait une densité de population de 7 550 hab./km2.

## Lieux notables
- Zoorasia

## Transport publics
L'arrondissement est desservi par plusieurs lignes ferroviaires :
- lignes principale et Izumino de la compagnie Sōtetsu.